# Ciclooctadecanoní
El ciclooctadecanoní, o ciclo[18]carboni, és un al·lòtrop del carboni de fórmula molecular {\displaystyle {\ce {C18}}} la qual estructura és un anell de devuit carbonis enllaçats per enllaços triples alternats amb enllaços simples.
L'existència d'anells d'àtoms de carboni en dues dimensions (ciclo[n]carbons, Cn), una família d'al·lòtrops moleculars de carboni, havia estat predit teòricament i hi havia evidència de l'existència de ciclocarbons en fase gasosa. Però no fou fins al 2019 que un grup liderat per Katharina Kaiser aconseguí sintetitzar el ciclooctadecanoní i estudiar la seva estructura. La síntesi fou:
Una característica distintiva dels al·lòtrops de carboni hibridats amb sp és que posseeixen dos sistemes d'electrons π perpendiculars d'orbitals atòmics p. La regla de Hückel prediu per a sistemes conjugats cíclics i plans amb electrons (4n + 2) π una estructura aromàtica sense alternança de longitud d'enllaç. Hoffmann predí, el 1966, que es formarien dos corrents d'anell ortogonals a C18, provocant una doble estabilització aromàtica.